# CemporcentoSKATE
CemporcentoSKATE é uma revista brasileira de skate, criada em julho de 1995 como um Zine. Atualmente, a revista é publicada bimestralmente pela Editora ZY.
A CemporcentoSKATE atua em diversas frentes dentro do cenário brasileiro de skate, além do registro histórico e promoção do skate nacional, a revista organiza eventos, campeonatos, produz informação multimídia sobre o esporte e organiza o tradicional Troféu CemporcentoSKATE.
A revista aborda também arte e música, tem classificação indicativa livre e é distribuída em todo o país.

## História

### Década de 1990
O início da revista foi em 1995, mesmo período da retomada do mercado nacional de skate, o qual havia sofrido com o Plano Collor. A revista foi criada pelo jornalista Alexandre Vianna que na época já trabalhava com skate como fotógrafo e skatista profissional.

### Década de 2000
Em 2002, a revista lança o Guia de Pistas de skate do Brasil. O Guia teve mais duas edições, em 2004 e 2006, sendo que esse último catálogo tem 200 páginas e 1024 pistas e picos de rua pelo Brasil. Hoje conta com o guia de pistas online, disponível no seu portal web.
Em 2006, na edição 100, a revista [carece de fontes?].
Na edição especial de dezembro de 2007, trouxe Nothing But The Truth, filme de skate da Nike SB.
Em janeiro de 2009, aconteceu uma fusão entre a CemporcentoSKATE e a revista SKT, além da criação da Editora ZY, dedicada ao público jovem.
Em 2009, a revista passou a realizar o Troféu CemporcentoSKATE, principal premiação de skate nacional segundo a Confederação Brasileira de Skate (CBSk). O prêmio ocorre anualmente e premia skatistas em diversas categorias, sendo o principal prêmio o de 'Skatista do Ano', definido por votação pública.

### Década de 2010
Em 2011, a CemporcentoSKATE lançou um album de figurinhas. Com 100 cromos seu grande diferencial residiu num projeto editorial inovador, um híbrido de revista e album, com seções customizáveis.

## Troféu CemporcentoSKATE
- 2009: Skatista do Ano - Lucas Xaparral
- 2010: Skatista do Ano - Rafael Gomes[4]
- 2011: Skatista do Ano - Rodrigo TX
- 2012: Skatista do Ano - Luan de Oliveira
- 2013: Skatista do Ano - Rodrigo Leal
- 2014: Skatista do Ano - Filipe Ortiz
- 2015: Skatista do Ano - Tiago Lemos
- 2016: Skatista do Ano - André Hiena (homenagem)
- 2017: Skatista do Ano - Tiago Lemos
- 2018: Skatista do Ano - Luiz Francisco
- 2019: Skatista do Ano - Denis Silva
- 2020: Skatista do Ano - O Skatista é você (Por conta da pandemia da Covid-19, o prêmio foi oferecido a todos os skatistas.)
- 2021: Skatista do Ano Masculino - Felipe Nunes[5]
- 2021: Skatista do Ano Feminino - Rayssa Leal[6]

## Audiovisual
A CemporcentoSKATE possui em sua revista um programa de entrevistas com grandes nomes do skate nacional.
A ligação com a cena musical independente já rendeu algumas coletâneas, como a 100trifuga 1997 e a 100%Stereo 2000.

### Filmografia
- 2018 - Duzento2[8]
- 2010 - Dirty Money (site)
- 2009 - Converse Skateboard Square
- 2008 - 7º Vídeo Desafio de Rua
- 2008 - Concretizando
- 2007 - Estilo Brasileiro
- 2006 - 6º Vídeo Desafio de Rua
- 2006 - Memória Fotográfica - Parceria com as marcas Red Nose Shoes e Vibe
- 2005 - 5º Vídeo Desafio de Rua
- 2004 - 4º Vídeo Desafio de Rua
- 2004 - Foco
- 2003 - 3º Vídeo Desafio de Rua
- 2002 - 100planos
- 2002 - 2º Vídeo Desafio de Rua
- 2001 - Até o Fim
- 2001 - 1º Vídeo Desafio de Rua
- 2001 - Dois
- 2000 - O Controlador

## Desafio de Rua
- 1ª    Edição - São Paulo (SP), 2001.[9]
- 2ª    Edição - São Paulo (SP), 2002.
- 3ª    Edição - Uberlândia (MG), 2003.
- 4ª    Edição - Campo Grande (MS), 2004.
- 5ª    Edição - Goiânia (GO), 2005.
- 6ª    Edição - Porto Alegre (RS), 2006.
- 7ª    Edição - Brasília (DF), 2007.
- 8ª    Edição - Belo Horizonte (MG), 2010.
- 9ª    Edição - São Paulo (SP), 2021.
- 10 ª  Edição - SP/MG/BSB/GO, 2022
- 11ª    Edição - Paraná (PR), 2023